# Giuseppe Bonatti

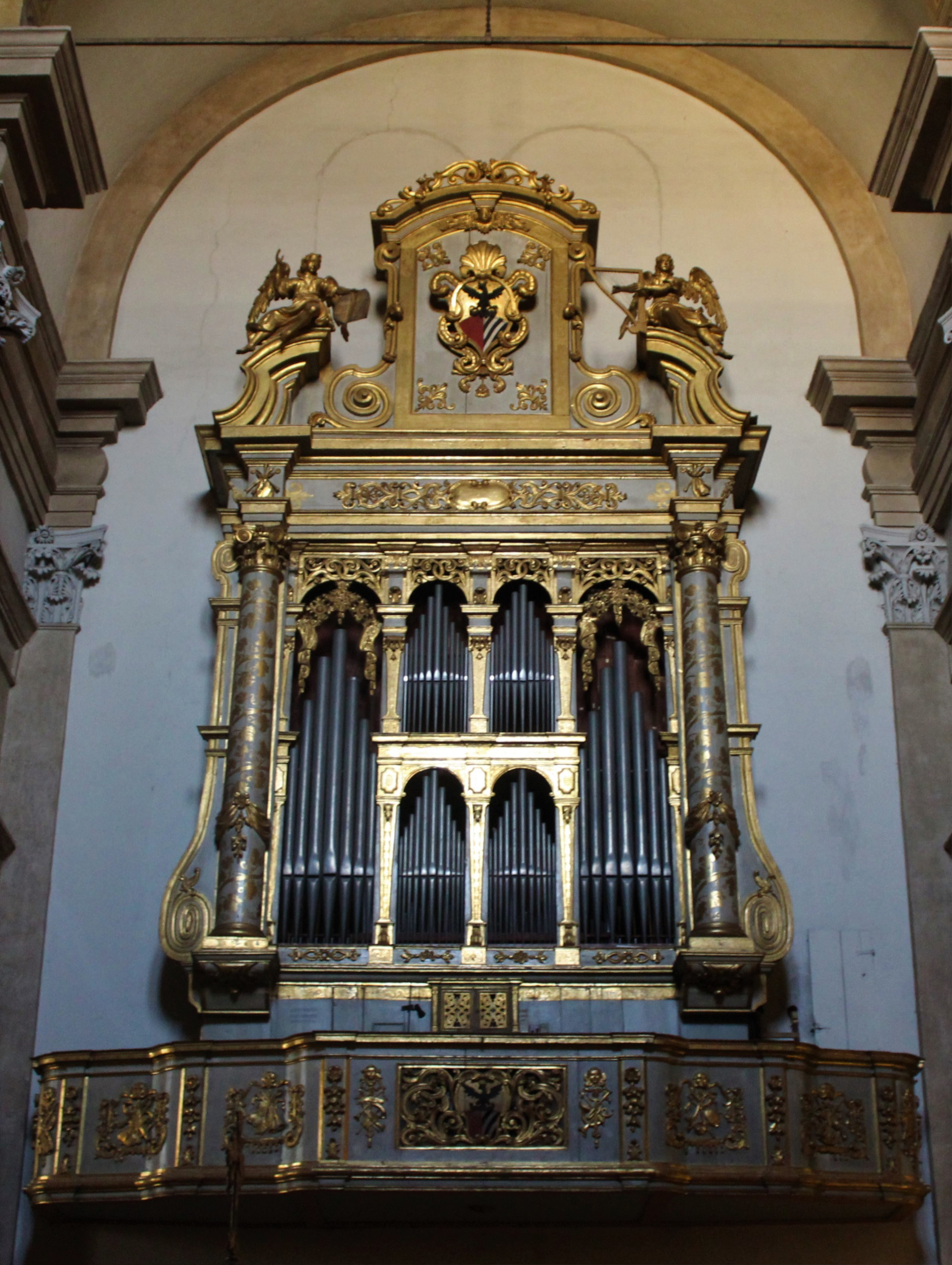
Organo della a canne della chiesa di San Tomaso Cantuariense a Verona, opera di Bonatti del 1716

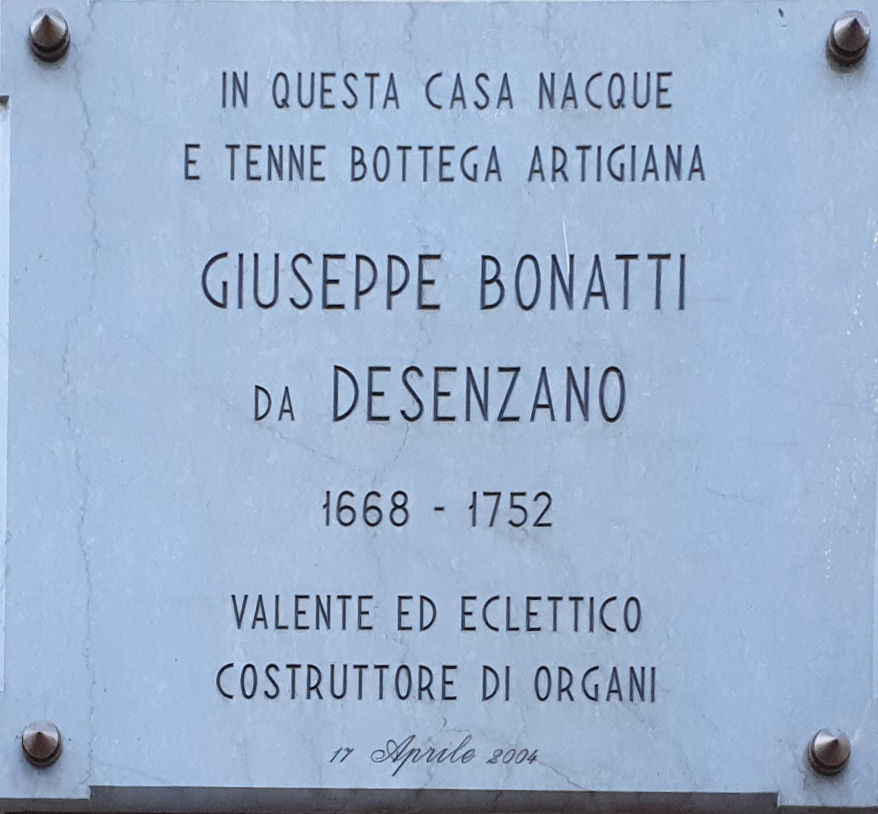
Desenzano del Garda, lapide a Giuseppe Bonatti

Giuseppe Bonatti (Desenzano del Garda, 20 marzo 1668 – Desenzano del Garda, 24 maggio 1752) è stato un organaro italiano.

## Biografia
Figlio di Angelo, falegname, iniziò come apprendista organaro presso Carlo Prati nel suo laboratorio di Trento. Alla morte del maestro, avvenuta il 22 febbraio 1700, si mise in proprio e come prima commissione si occupò di portare a termine l'organo per la chiesa parrocchiale di Denno iniziato proprio da Prati e rimasto incompiuto. Questo primo incarico gli conferì un grande successo tanto che da allora la sua officina di Desenzano si riempì di ordinazioni.
Tra i suoi principali lavori si possono ricordare il restauro nel 1702 dell'organo della Chiesa di Santa Maria Maggiore di Trento, l'organo per il Monastero della Visitazione di Salò realizzato nel 1715, quello per la chiesa di San Tomaso Cantuariense a Verona nel 1716. Nel 1734 venne incaricato della costruzione dell'organo per il Duomo di Legnago, mentre tra il 1742 e il 1744 lavorò a quello per la parrocchiale di Torri del Benaco.
Nel 1703 sposò Caterina Barzella da cui ebbe dieci figli; tra questi, Angelo (1705-1770), collaborò con lui e ne proseguì l'attività.
Morto a Desenzano il 24 maggio 1752, venne sepolto nella chiesa di san Giovanni Decollato.